# Старый Урень
Старый Урень —  исчезнувшая деревня Старомайнского района Ульяновской области РСФСР, существовавшая до 1955 года. Затоплена Куйбышевским водохранилищем.

## География
Деревня находилась в 17 км к юго-западу от райцентра Старая Майна и в 25 км от Ульяновска, в 4 км к северо-западу от села Головкино, на правом берегу реки Урень, у озера Поганое.

## История
Деревня основана во второй половине XVII века и названа по реке. В начале XVIII века, ниже по течению, была основана ещё деревня с тем же названием Урень. Для различия селения, к их названиям были добавлены поясняющие приставки. Поэтому, первую стали называть Старый Урень, а вторую — Новый Урень (затем переименована в Головкино).
На 1780 год деревня Старой Урень, ясашных крестьян, при речке Урене.
С 1861 года деревня удельных крестьян стала относится к Кремёнской волости Ставропольского уезда Самарской губернии.
На 1889 год в деревне было: 5 ветряных мельниц и 3 обдирки. 
На 1900 год в деревне было: часовня и 6 ветряных мельниц.
На 1910 год в деревне было: часовня, земская школа и 4 ветряных мельниц.
В 1918 году в деревне был образован Старо-Уренский сельский Совет. 
В 1921-22 годах, ориентировочно, от тифа и голода в деревне умерло более ста человек. 
В 1931 году в деревне был образован колхоз «Красный Партизан». 
На фронтах Великой Отечественной войны из Старого Уреня погибло 26 человек.
В 1952 году колхоз «Красный Партизан» влился в Кременский колхоз «Волна революции». 
В 1955 году, связи со строительством ложа Куйбышевского водохранилища, деревня Старый Урень была снесена. А жители были доприселены в село Кремёнки, село Дмитриево-Помряскино, село Старая Майна.
Административно-территориальная принадлежность
До 1708 года входила в состав Казанского уезда Приказа Казанского дворца.
В 1708 году деревня вошла в состав Казанского уезда Казанской губернии.
С 1780 года деревня в составе Ставропольского уезда Симбирского наместничества.
С 1796 года в составе Ставропольского уезда Симбирской губернии.
С 1851 года в составе 2-го стана Ставропольского уезда Самарской губернии.
С 1861 года в составе Кремёнской волости Ставропольского уезда Самарской губернии.
С 1919 года, ввиду разукрупнения Ставропольского уезда, вошла в состав новообразованного Мелекесского уезда.
С 25 февраля 1924 года в составе Ерзовского сельсовета Мелекесского уезда Самарской губернии.
6 января 1926 года — в Старомайнской волости Мелекесского уезда Ульяновской губернии.
С 16 июля 1928 года — в Старомайнском районе Ульяновского округа Средне-Волжской области.
С 29 октября 1929 года — в Старо-Уренским сельсовете Чердаклинского района Средне-Волжского края, с 30 июля 1930 года — Куйбышевского края и с 1936 года — Куйбышевской области.
С 19 января 1943 года в составе Кременского сельсовета Старомайнского района Ульяновской области.

## Население
- На 1780 год в деревне жило 67 (рев. душ)[3];
- К 1795 году в Старом Урене было 36 дворов и 242 жителя[2];
- На 1859 год — в 57 дворах жило: 186 муж. и 256 жен[8];
- На 1889 год — в 110 дворах жило: 807 жителя[4];
- На 1900 год — в 117 дворах жило: 319 муж. и 367 жен. (686)[5];
- На 1910 год — в 155 дворах жило: 500 муж. и 506 жен[6];
- В 1928 году в Старом Урене — 158 дворов 372 муж. и 436 жен. (808 жителей)[9];
- На 1930 год — в 181 дворе жило: 869 жителя[10];